# Саттл, Келли
Келли Саттл (англ. Kellie Suttle, род. 9 марта 1973 года, Сент-Питерс, Миссури, США) — бывшая американская прыгунья с шестом, серебряный призёр чемпионата мира в помещении 2001 и Панамериканских игр 1999, участница двух летних Олимпийских игр (2000, 2004).

## Биография и карьера
В 1991 году окончила среднюю школу Хауэлл, затем училась в колледже Флориссант Вэйли и университете Арканзаса. Чемпионка США 1998 года на открытом воздухе и 2006 года в помещении. После окончания спортивной карьеры в сентябре 2006 года работает специалистом по лечебному массажу.

## Основные результаты
| Год  | Соревнования               | Место проведения                        | Место  | Результат |
| ---- | -------------------------- | --------------------------------------- | ------ | --------- |
| 1998 | Игры доброй воли           | Нью-Йорк, США                           | 6      | 4,10 м    |
| 1999 | Панамериканские игры       | Виннипег, Канада                        | 2      | 4,25 м    |
| 1999 | Чемпионат мира             | Севилья, Испания                        | 9      | 4,35 м    |
| 2000 | Летние Олимпийские игры    | Сидней, Австралия                       | 11     | 4,00 м    |
| 2001 | Чемпионат мира в помещении | Лиссабон, Португалия                    | 2      | 4,51 м    |
| 2001 | Игры доброй воли           | Брисбен, Австралия                      | 5      | 4,20 м    |
| 2001 | Финал Гран-при IAAF        | Мельбурн, Австралия                     | 3      | 4,45 м    |
| 2003 | Чемпионат мира в помещении | Бирмингем, Великобритания               | 4      | 4,45 м    |
| 2003 | Панамериканские игры       | Санто-Доминго, Доминиканская Республика | 4      | 4,10 м    |
| 2004 | Летние Олимпийские игры    | Афины, Греция                           | 24 (q) | 4,15 м    |
| 2006 | Чемпионат мира в помещении | Москва, Россия                          | 7      | 4,40 м    |